# Mahaef
Mahaef est un dieu égyptien dont le nom signifie « Celui qui regarde autour de lui ».
Il a pour rôle de réveiller Aqen qui doit conduire l'âme du défunt sur sa barque. Le premier, il interroge le dormeur, la dernière réponse devant le tirer de son sommeil.